# Redange (kanton)
Redange (tyska: Kanton Redingen) är en kanton i Luxemburg.   Den ligger i den västra delen av landet, 27 kilometer nordväst om huvudstaden Luxemburg. Antalet invånare är 14 470. Arean är 267 kvadratkilometer. Canton de Redange gränsar till Wiltz, Diekirch, Mersch, Canton de Capellen, Arrondissement of Arlon och Arrondissement of Bastogne. 
Terrängen i Canton de Redange är platt åt sydväst, men åt nordost är den kuperad.
Följande samhällen finns i Canton de Redange:
- Perlé

## Kommuner
Redange består av följande kommuner: 
1. Beckerich
2. Ell
3. Grosbous
4. Préizerdaul
5. Rambrouch
6. Redange
7. Saeul
8. Useldange
9. Vichten
10. Wahl